# 叶利钦帮
叶利钦帮（俄语：Банду Ельцина），又称斯维尔德洛夫斯克帮，是指俄罗斯前总统鲍里斯·叶利钦在1988年—1991年，于苏联和苏联共产党内部的政治斗争中提拔依靠的一批的斯维尔德洛夫斯克老乡与亲信。苏联解体后，成为叶利钦执掌俄罗斯权力的重要基础。

## 成员
- 根纳季·爱德华多维奇·布尔布利斯——俄罗斯联邦第一副总理、国务秘书
- 尤里·弗拉基米罗维奇·彼得罗夫——俄罗斯联邦总统办公厅主任
- 尤里·伊万诺维奇·科尔尼洛夫（俄语：Корнилов, Юрий Иванович）[2]——克格勃主席高级顾问
- 叶夫根尼·马特维耶维奇·贝奇科夫[3]——贵重金属稀有矿石委员会主任
- 维克多·瓦西里耶维奇·伊留申（俄语：Илюшин, Виктор Васильевич）——俄罗斯联邦总统第一助理
- 柳德米拉·格里戈利耶夫娜·皮霍娅——俄罗斯联邦总统顾问、叶利钦演讲稿撰稿人
- 鲁道夫·格尔马诺维奇·皮霍亚——俄罗斯联邦国家档案局局长
- 亚历山大·列昂尼多维奇·伊林[4]——俄罗斯联邦总统顾问、叶利钦演讲稿撰稿人
- 弗拉基米尔·弗拉基米罗维奇·安德里阿诺夫[5]——俄罗斯联邦公共区域关系委员会主席
- 费德尔·马尔沙柯夫——斯维尔德洛夫斯克州委副主席